# Abattoir d'Alès

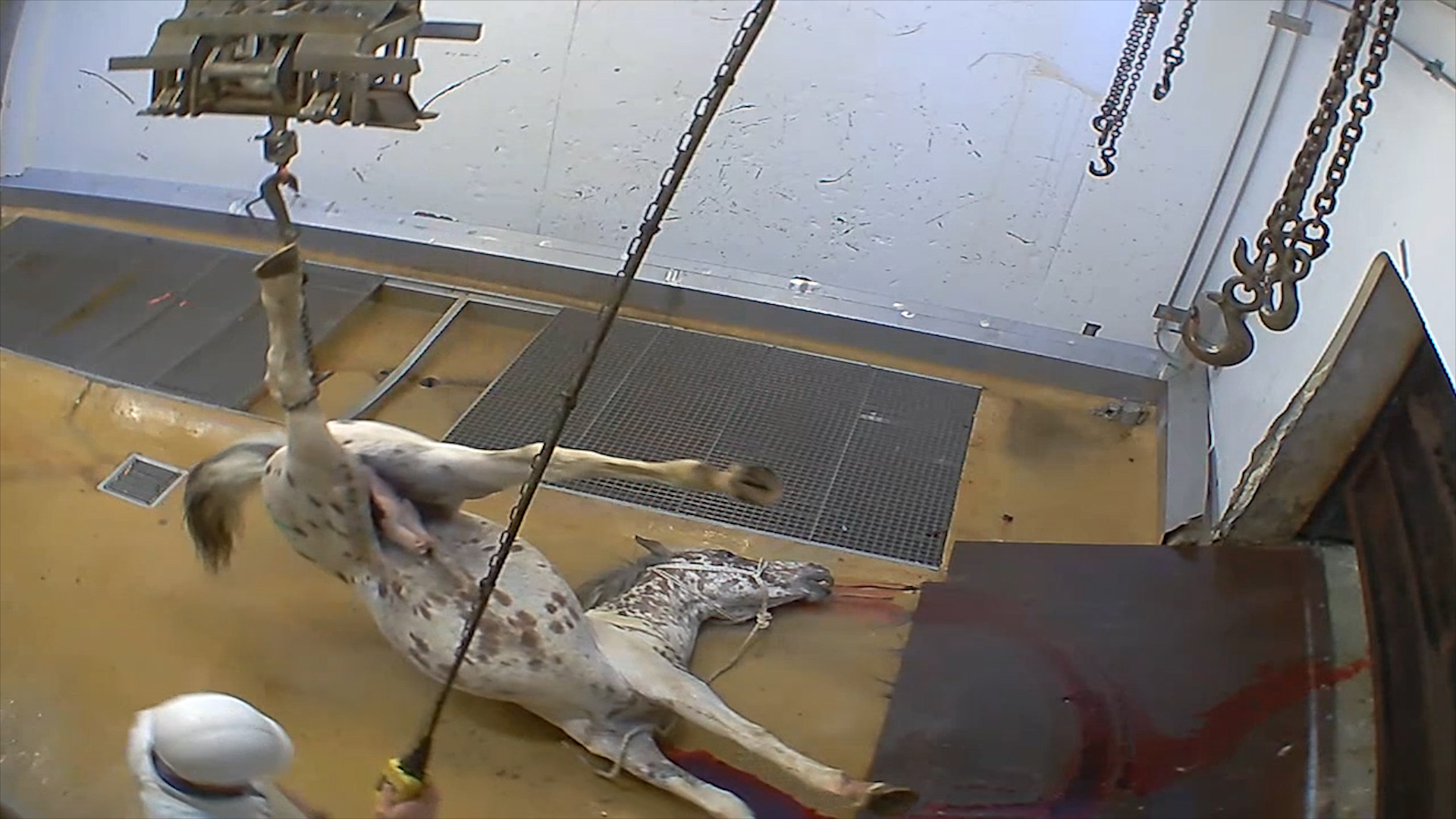
Abattage d'un cheval à l'abattoir municipal d'Alès.

L'abattoir d'Alès est un abattoir municipal français situé sur la commune d'Alès, dans le département du Gard.  
Il est surtout connu pour avoir été filmé en caméra cachée par l'association L214, et ces vidéos diffusées en octobre 2015. Cette action, qui a un retentissement national, est suivie de procédures judiciaires dont les derniers jugements ont été rendus en 2020.

## Description
L'abattoir municipal d'Alès abat des chevaux, des cochons, des bovins, des moutons, des caprins et du gibier d'élevage.

## Histoire
En octobre 2015, l'association L214 diffuse une vidéo montée à partir de plusieurs heures de rushs filmés en caméra cachée dans l'abattoir municipal d'Alès, sur des commentaires de l'actrice Hélène de Fougerolles. On y voit l'abattage de chevaux, cochons et bovins dans de mauvaises conditions d'hygiène et de bien-être animal, avec notamment des ratages dans l'étourdissement préalable des animaux. Ce tournage en caméra cachée marque le début de la série de dénonciations des pratiques d'abattage françaises en vidéo par l'association L214.
Ces images, reprises par de nombreux médias, poussent le maire de la commune, Max Roustan (LR), à fermer l'abattoir à titre conservatoire, et le parquet à ouvrir une enquête pour cruauté envers les animaux. L'affaire a un « retentissement national ». L'abattoir d'Alès rouvre progressivement deux mois plus tard.
Entre 2015 et 2019, la municipalité d'Alès engage 2,7 millions d’euros de travaux pour moderniser son abattoir. Cependant, depuis la diffusion de la vidéo de L214, l'abattoir d'Alès est devenu financièrement déficitaire. D'après le président de la commission d'élevage de la chambre d'agriculture du Gard, en 2019, le déficit de cet abattoir municipal atteint 500 000 euros par an.

## Prises de position
En avril 2016, Max Roustan indique à propos de l'action de L214 qu' « une association qui va aussi loin, c'est du terrorisme, c'est carrément du terrorisme ».

## Volet judiciaire
L'association L214 relève 175 infractions sur ses vidéos, mais seules trois sont retenus pour le procès, en raison de l'absence de datation. La tenue d'un procès pour maltraitance animale dans un abattoir représente alors un phénomène « inédit » en France.
Le directeur de l'abattoir d'Alès comparait lors de son jugement pour « installations non-conformes » le 11 février 2019. Il est condamné à 1 200 euros d'amende en première instance, un montant jugé peu élevé et peu dissuasif par les associations de protection animale, qui font appel de cette décision,. 
Le montant de l'amende est confirmé en appel en novembre 2020.